# Mercedes-AMG GT
Mercedes-AMG GT (C190 / R190) je sportski automobil proizveden u kupe i roadster karoserijama nemačkog proizvođača automobila Mercedes-AMG. Automobil je predstavljen 9. septembra 2014. i zvanično je predstavljen javnosti u oktobru 2014. na sajmu automobila u Parizu. Nakon SLS AMG, to je drugi sportski automobil koji je u potpunosti rađen u kompaniji Mercedes-AMG. Vozač Formule 1 Luis Hamilton pomagao je u razvoju. Mercedes-AMG GT u prodaji je bio u dve verzije (GT i GT S) u martu 2015. godine, dok je GT3 trkačka varijanta automobila predstavljena 2015. godine. Varijanta visokih performansi nazvana GT R predstavljena je 2016. godine. varijanta, namenjena poluprofesionalnim vozačima i zasnovana na GT R varijanti, predstavljena je 2017. Sve varijante su montirane u Mercedes-Benz pogonu u Zindelfingenu, Nemačka. Мерцедес-Бенз је 28. октобра 2021. најавио нову Мерцедес-АМГ Р232 СЛ-класу као директног наследника роудстер верзије.